# Atac electromagnètic
En criptografia, els atacs electromagnètics són atacs de canals laterals realitzats mesurant la radiació electromagnètica emesa des d'un dispositiu i realitzant-hi l'anàlisi del senyal. Aquests atacs són un tipus més específic del que de vegades s'anomena Van Eck phreaking, amb la intenció de capturar claus de xifratge. Els atacs electromagnètics solen ser no invasius i passius, el que significa que aquests atacs es poden dur a terme observant el funcionament normal del dispositiu objectiu sense causar danys físics. Tanmateix, un atacant pot obtenir un millor senyal amb menys soroll desempaquetant el xip i recollint el senyal més a prop de la font. Aquests atacs tenen èxit contra implementacions criptogràfiques que realitzen diferents operacions en funció de les dades que s'estan processant actualment, com ara la implementació de quadrat i multiplicació de RSA. Les diferents operacions emeten diferents quantitats de radiació i un rastre electromagnètic de xifratge pot mostrar les operacions exactes que s'estan realitzant, permetent a un atacant recuperar claus privades completes o parcials.

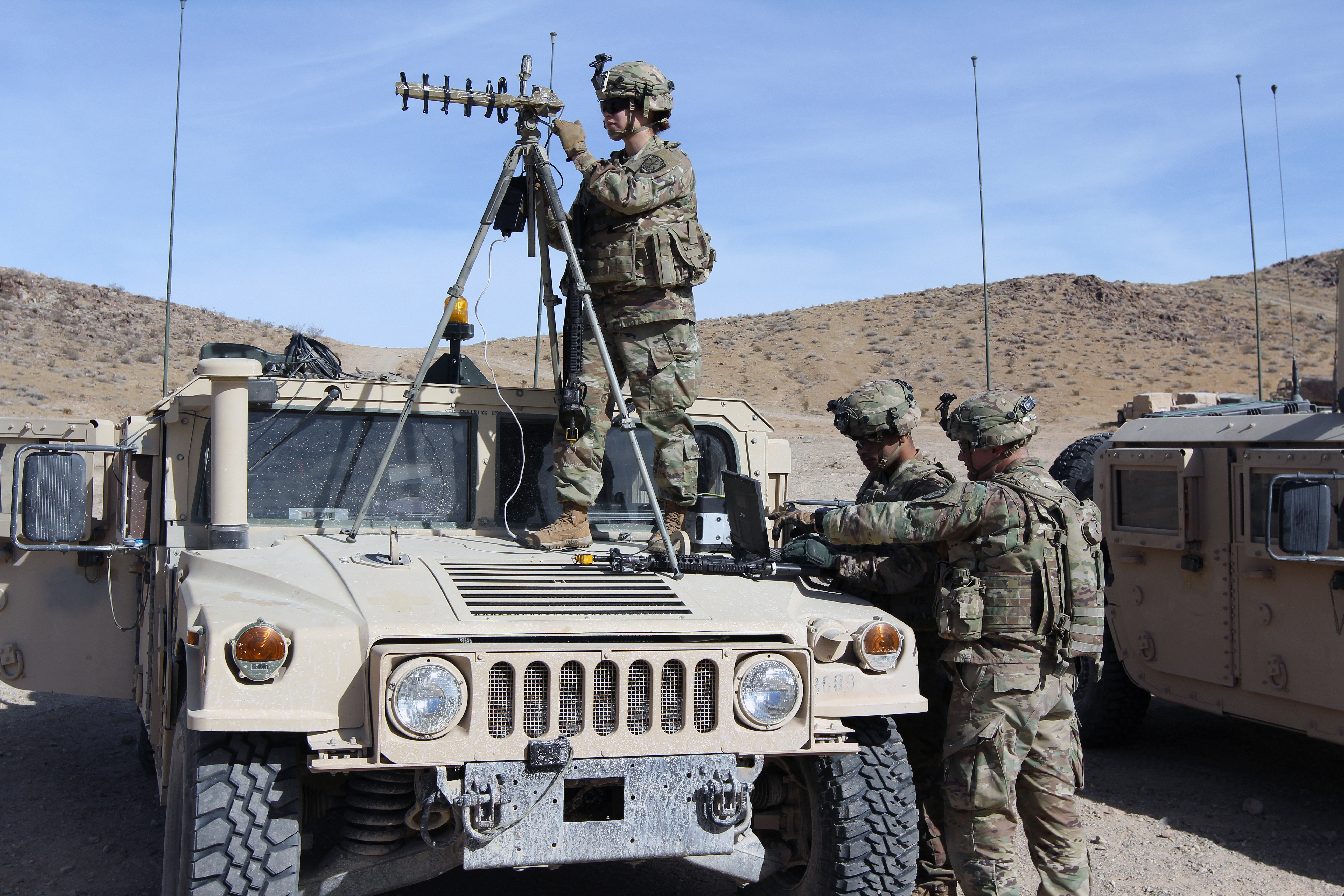
Activitats ciberelectromagnètiques al Centre Nacional de Formació, gener de 2018

Com molts altres atacs de canal lateral, els atacs electromagnètics depenen de la implementació específica del protocol criptogràfic i no del propi algorisme. Els atacs electromagnètics sovint es fan conjuntament amb altres atacs de canal lateral, com els atacs d'anàlisi de potència.

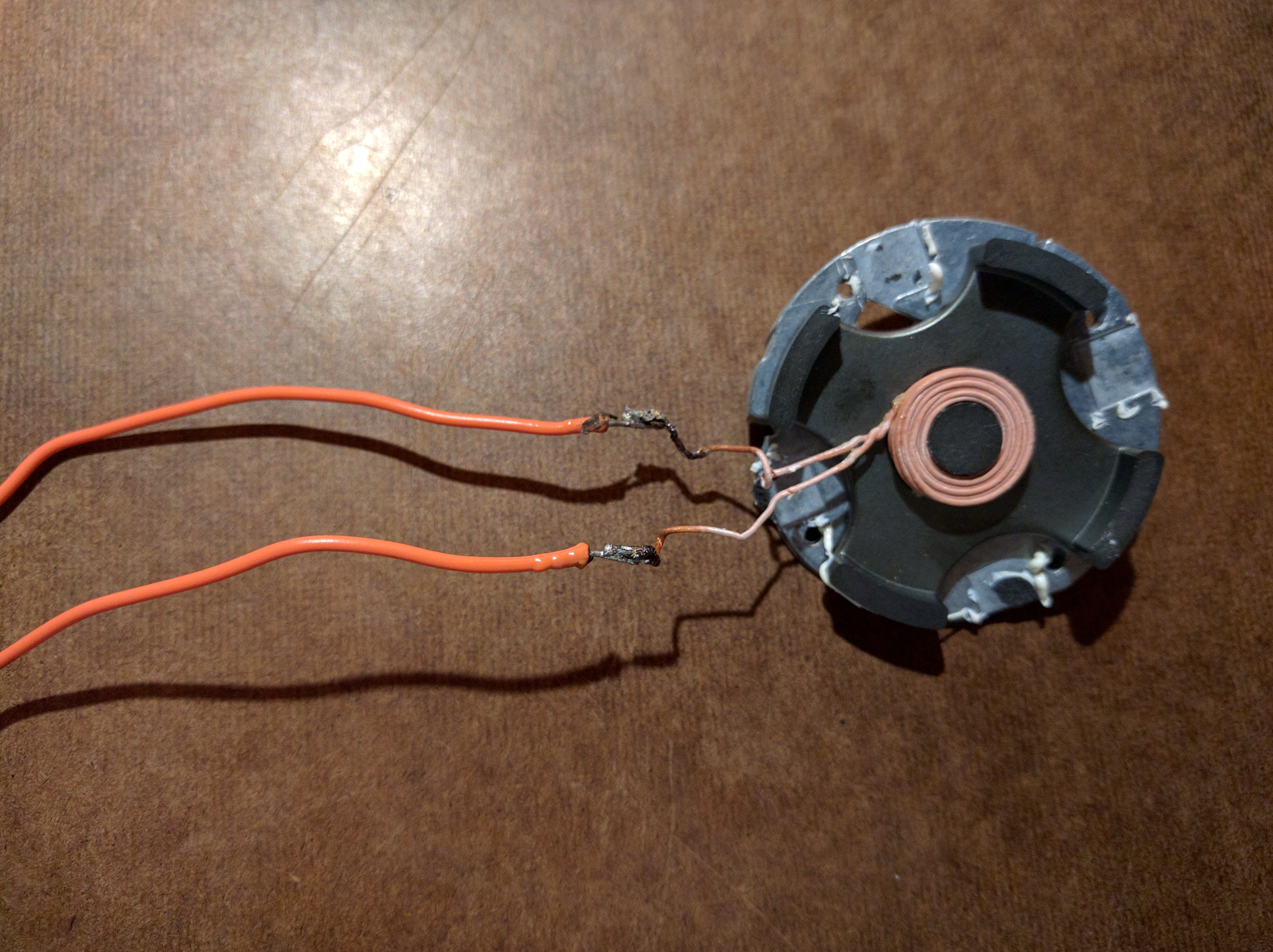
Una bobina d'inducció

## Rerefons
Tots els dispositius electrònics emeten radiació electromagnètica. Com que cada cable que transporta corrent crea un camp magnètic, els dispositius electrònics creen alguns camps magnètics petits quan s'utilitzen. Aquests camps magnètics poden revelar involuntàriament informació sobre el funcionament d'un dispositiu si no es dissenyen correctament. Com que tots els dispositius electrònics es veuen afectats per aquest fenomen, el terme "dispositiu" pot referir-se a qualsevol cosa, des d'un ordinador de sobretaula, un telèfon mòbil o una targeta intel·ligent.

### Radiació electromagnètica
Les ones electromagnètiques són un tipus d'ona que s'originen a partir de partícules carregades, es caracteritzen per variar la longitud d'ona i es classifiquen al llarg de l'espectre electromagnètic. Qualsevol dispositiu que utilitzi electricitat emetrà radiació electromagnètica a causa del camp magnètic creat per partícules carregades que es mouen al llarg d'un medi. Per exemple, les ones de ràdio són emeses per l'electricitat que es mou al llarg d'un transmissor de ràdio, o fins i tot des d'un satèl·lit.
En el cas dels atacs electromagnètics de canals laterals, els atacants sovint miren la radiació electromagnètica emesa pels dispositius informàtics, que estan formats per circuits. Els circuits electrònics consisteixen en materials semiconductors sobre els quals es col·loquen milers de milions de transistors. Quan un ordinador realitza càlculs, com ara el xifratge, l'electricitat que passa pels transistors crea un camp magnètic i s'emeten ones electromagnètiques.
Les ones electromagnètiques es poden capturar mitjançant una bobina d'inducció i un convertidor analògic a digital pot mostrejar les ones a una velocitat de rellotge determinada i convertir el rastre en un senyal digital per ser processat per ordinador.

## Mètodes d'atac
Els atacs electromagnètics es poden separar àmpliament en atacs d'anàlisi electromagnètica simple (SEMA) i atacs d'anàlisi electromagnètica diferencial (DEMA).

### Anàlisi electromagnètica senzilla
En els atacs d'anàlisi electromagnètica simple (SEMA), l'atacant dedueix la clau directament observant el rastre. És molt eficaç contra implementacions de criptografia asimètrica. Normalment, només es necessiten unes quantes traces, tot i que l'atacant ha de tenir una bona comprensió del dispositiu criptogràfic i de la implementació de l'algorisme criptogràfic. Una implementació vulnerable als atacs SEMA realitzarà una operació diferent segons si el bit de la clau és 0 o 1, que utilitzarà diferents quantitats de potència i/o diferents components de xip. Aquest mètode és freqüent en molts tipus diferents d'atacs de canal lateral, en particular, atacs d'anàlisi de potència. Així, l'atacant pot observar tot el càlcul del xifratge i pot deduir la clau.
Per exemple, un atac comú a RSA asimètric es basa en el fet que els passos de xifratge es basen en el valor dels bits de la clau. Cada bit es processa amb una operació al quadrat i després una operació de multiplicació si i només si el bit és igual a 1. Un atacant amb una traça clara pot deduir la clau simplement observant on es realitzen les operacions de multiplicació.

### Anàlisi electromagnètica diferencial
En alguns casos, l'anàlisi electromagnètica simple no és possible o no proporciona prou informació. Els atacs d'anàlisi electromagnètica diferencial (DEMA) són més complexos, però són efectius contra la implementació de criptografia simètrica, contra la qual no ho són els atacs SEMA. A més, a diferència de SEMA, els atacs DEMA no requereixen gaire coneixement sobre el dispositiu atacat.